# Анвер (станция метро)
Анвер (фр. Anvers) — станция линии 2 Парижского метрополитена, расположенная на границе IX и XVIII округов Парижа. Названа по одноимённой площади, которая получила своё название в честь бельгийского города Антверпена (во французском языке используется обозначение "Анвер") 

## История
- Станция открылась 7 (по другим данным 21) октября 1902 года в конце пускового участка Шарль де Голль — Этуаль — Анвер, но пробыла конечной всего несколько месяцев — до 31 января 1903 года, когда открылся участок Анвер — Александр Дюма.
- Пассажиропоток по станции по входу в 2011 году, по данным RATP, составил 6 667 509 человек[2]. В 2013 году этот показатель вырос до 6 888 848 пассажиров (44 место по уровню входного пассажиропотока в Парижском метро)[3].

## Путевое развитие
На перегоне Пигаль — Анвер при следовании в сторону Насьона начинается служебная соединительная ветвь на полигон USFRT со съездом на линию 4.

## Галерея

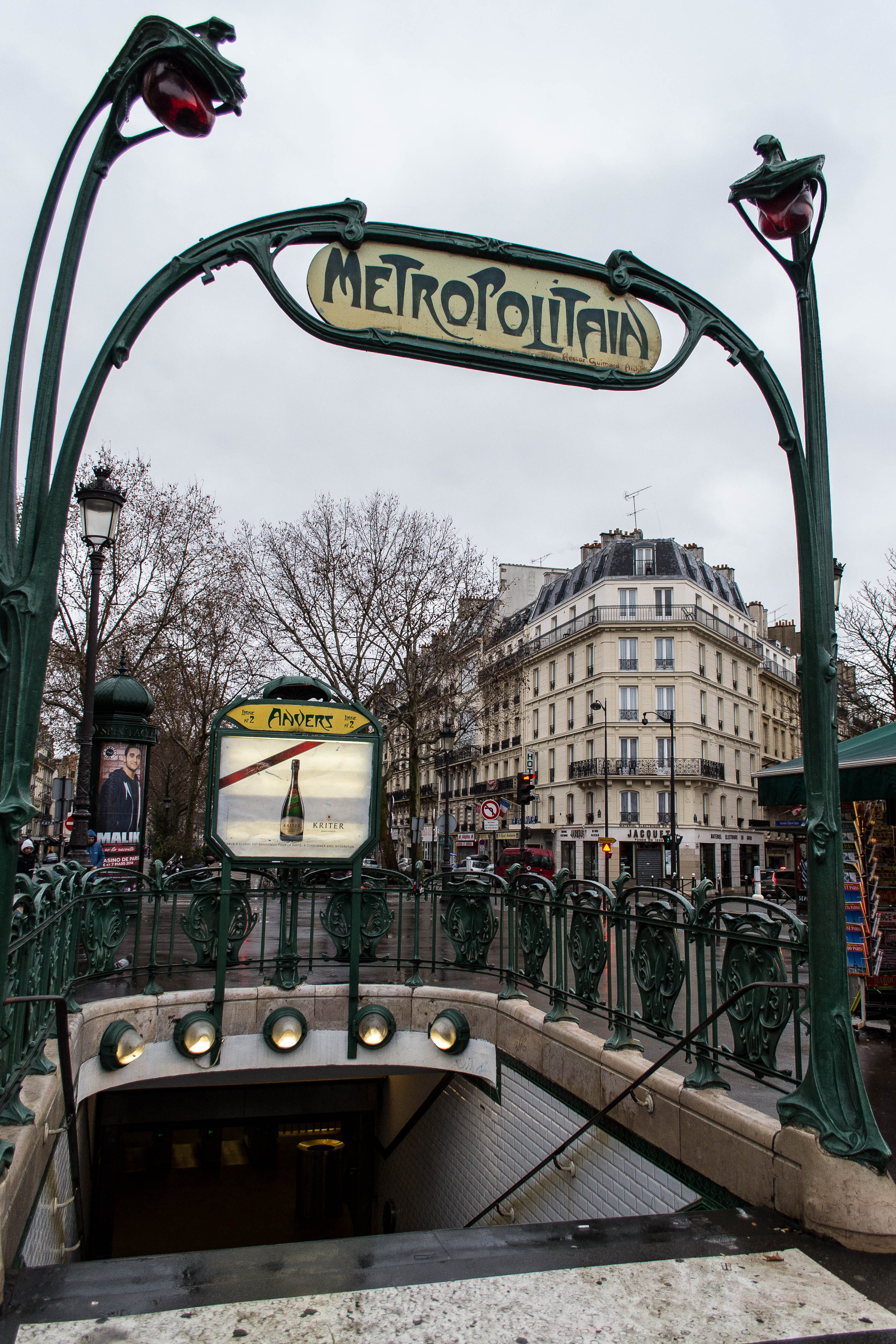
Вывеска в стиле Эктора Гимара над лестничным сходом
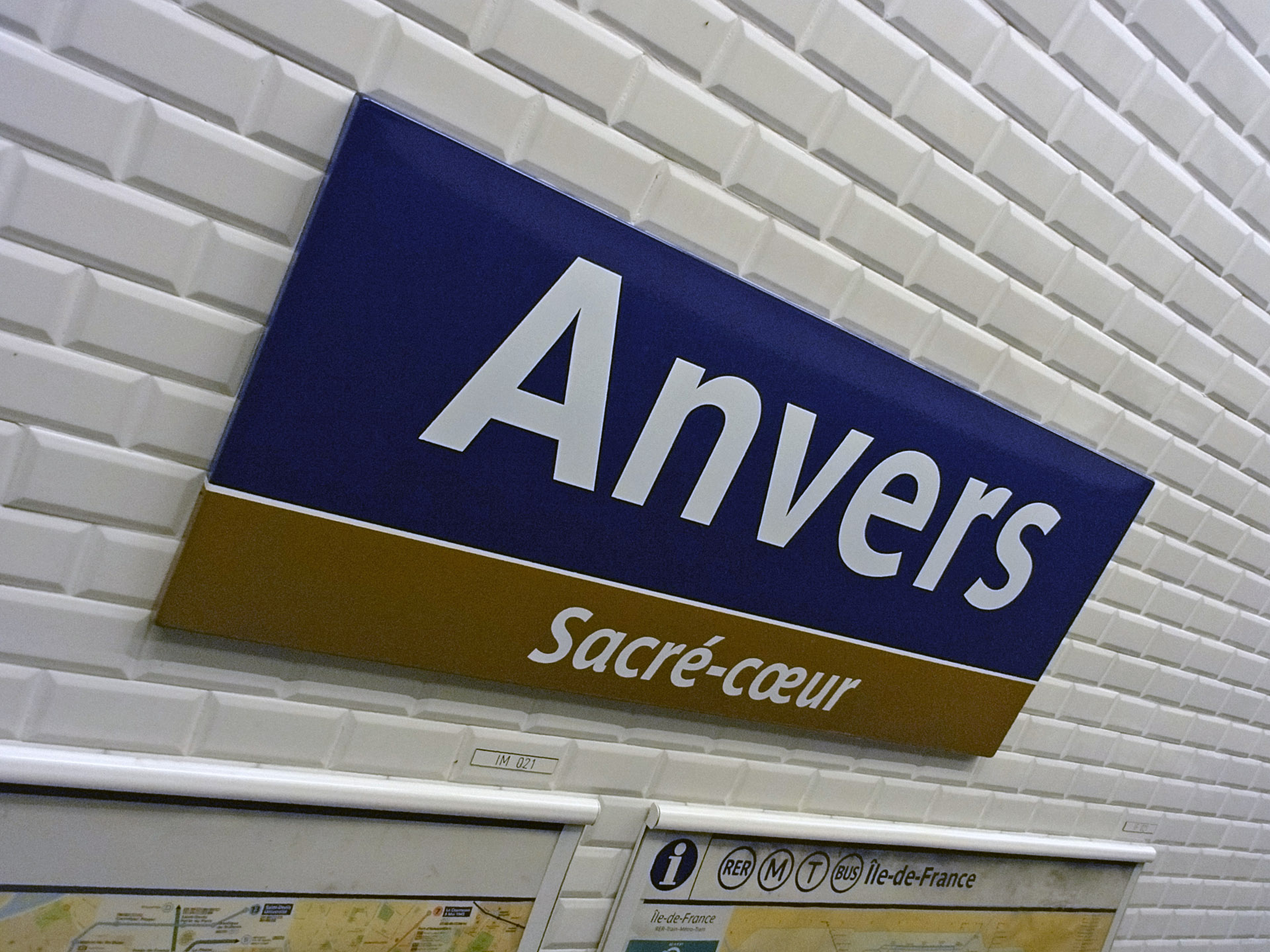
Вывеска с название станции